# British Rail 444 sorozat
A British Rail 444 sorozat és a British Rail 450 sorozat a Siemens által gyártott Desiro család tagjai. Alapvető különbség a két típus között, hogy a 444-es az InterCity forgalomban használják, ennek megfelelően fehér festésű, 23 m hosszú kocsikból áll, és egy részből álló kocsiszekrényből kinyíló ajtót tartalmaz. A 450-est elővárosi forgalomban használják, ennek megfelelően kék színű, 20 m hosszú dupla szárnyú, oldalra nyíló (metró szerűen) ajtajai vannak. Ahogy ez az angol motorvonatoknál megszokott, a vezérlőkocsi is átjárható az utasok számára, ha két szerelvény kapcsoltan közlekedik. Ilyenkor a vonat közepén lévő átjárót kinyitják. A vezetőfülke az átjáró mellett jobb- és baloldalt található, ilyenkor ezek le vannak zárva. Abban a vezérlőkocsiban, amelyik a vonat elején található, egy ajtóval lezárják az átjáró részt az utasoktól, és ilyenkor a két oldalon lévő vezérlő összenyitható.